# Université des langues et des cultures de Pékin
L'université des langues et cultures de Pékin (Chinois simplifié/traditionnel : 北京语言大学/北京語言大學 Běijīng yǔyán dàxué  ; anglais : Beijing Language and Culture University - BLCU) communément appelée Beiyu (北语, Běiyǔ), ou "Little United Nations" - en raison des nombreux étudiants étrangers - est une université de Chine dédiée principalement à l'enseignement du chinois aux non-sinophones. Elle offre également des programmes aux étudiants chinois désirant se spécialiser dans les langues et cultures étrangères et nationales, dans les humanités et forment les professeurs de chinois comme langue étrangère. 
Elle est située à Pékin, dans le district de Haidan. 
De base seule université de Chine proposant un programme d'enseignement du chinois pour les étrangers, de nombreuses autres universités chinoises offrent de nos jours un programme similaire. Cependant, l'université des langues et cultures de Pékin conserve sa place de leader nationale dans cette branche et est reconnue nationalement et internationalement pour la qualité de ses programmes et de son niveau. Elle est classée meilleure université chinoise pour l'enseignement des langues par le CUCAS depuis plusieurs années et est la meilleure université au monde pour l'enseignement du chinois aux étudiants étrangers. 

## Historique
Fondée en 1962, la BLCU est habilitée depuis 2011 à délivrer des doctorats en langues et cultures étrangères. 

## Campus
Située dans le district de Haidan au nord-ouest de Pékin, le campus université est doté de nombreuses facilités incluant : une banque, une libraire universitaire, une bibliothèque, des restaurants, une salle de sport avec piscine ainsi qu'un bâtiment spécialement destiné aux étudiants étrangers portant le numéro 17. 

## Programmes de licences
- Langue chinoise-mandarin (pour les étudiants étrangers)
- Langue et culture chinoises
- Langue et littérature chinoises
- Enseignement du chinois comme langue étrangère
- Langue et littérature françaises
- Langue et littérature allemandes
- Langue et littérature espagnoles
- Langue et littérature arabes
- Langue et littérature russes
- Langue et littérature italiennes
- Langue et littérature turques
- Langue et littérature portugaises
- Langue et littérature japonaises
- Langue et littérature coréennes
- Traduction et interprétariat
- Informatique et sciences technologiques
- Finance
- Comptabilité
- Peinture et calligraphie
- Journalisme
- Relations internationales
- Business et économie internationale

## Programmes de masters
- Linguistique et philologie chinoises
- Linguiste et linguiste appliquée
- Pédagogie et théories de l'éducation
- Études historiques spéciales
- Philologie du chinois classique
- Littérature classique chinoise
- Littérature contemporaine chinoise
- Relations internationales
- Littérature comparée et mondiale
- Langue et littérature des ethnies de Chine
- Théorie de la littérature
- Langue et littérature anglaises
- Langue et littérature françaises
- Langue et littérature espagnoles
- Langue et littérature japonaises
- Langue et littérature arabes
- Langue et littérature européennes
- Langue et littérature africaines et asiatiques
- Éducation politique et idéologique
- Psychologie
- Enseignement du chinois comme langue étrangère (MTCSOL)
- Technologie et applications informatiques
- Traduction et interprétariat

## Programmes de doctorats
- Langue et littérature arabes
- Langue et littérature anglaises
- Linguistique et linguistique appliquée
- Littérature comparée et mondiale
- Littérature classique chinoise
- Théorie et de la littérature et art
- Philologie chinoise
- Études des documents classiques chinois
- Littérature chinoise moderne et contemporaine
- Langues et littératures des ethnies de Chine

## Élèves célèbres
- Sylvie Bermann, diplomate française
- Da Chen, auteur
- Hong Lei, diplomate
- Liang Xiaosheng, auteur
- Chris Londsale, psychologie, linguiste
- Valerie Grosvenor Myer, nouvelliste, biographe et historienne de la littérature
- Mulatu Teshome, ancien président d'Éthiopie